# Micropsectra deflecta
Micropsectra deflecta är en tvåvingeart som först beskrevs av Oskar Augustus Johannsen 1905.  Micropsectra deflecta ingår i släktet Micropsectra och familjen fjädermyggor.
Artens utbredningsområde är New York. Inga underarter finns listade i Catalogue of Life.